# 俗富郡
俗富郡，中国古代的郡。
南诏改五州置，治所在今云南省南华县，属弄栋节度。辖境相当今云南省南华县一带。大理国时废，改沙却城。 